# Ievhenia Iarochynska
Ievhenia Eugénie Iarochynska (en ukrainien : Євге́нія Іва́нівна Яроши́нська), née le 18 octobre 1868, Tchounkiv, aujourd'hui raïon de Tchernivtsi en Ukraine et morte le 21 octobre 1904 à Tchernivtsi, était personnalité publique de Bucovine, écrivaine féministe ukrainienne, traductrice, ethnographe, folkloriste, journaliste et éducatrice.

## Biographie

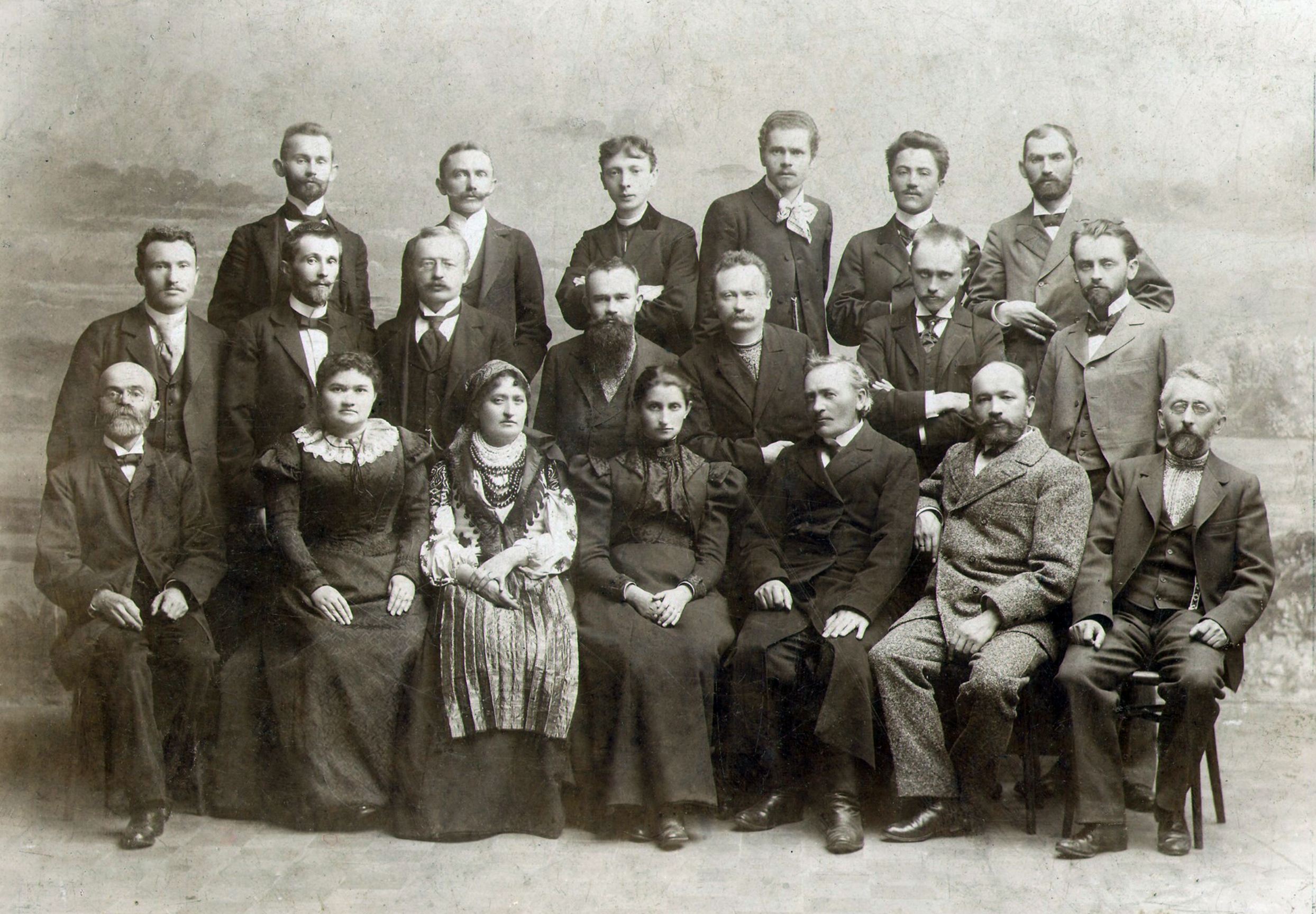
En 1898 à Lviv avec Natalia Kobrynska, Ievhenia Iarochynska, Bohdan Lepky, Volodymyr Hnatiouk pour les cent ans de la publication de l'Enéide de Ivan Kotliarevsky.

Ievhenia Iarochynska est née dans la province de Bucovine dans l'ouest de l'Ukraine, qui faisait alors partie de l'Autriche-Hongrie. Parce que l'allemand était la langue officielle à l'époque, ses premières histoires ont été écrites en allemand. Après la création d'un journal ukrainien dans sa région, elle a commencé à lire des auteurs ukrainiens et à étudier le folklore ukrainien local. Elle a écrit les paroles de 450 chansons folkloriques de Bucovine.
En 1888, elle commence à écrire des articles sur la culture ukrainienne pour des périodiques ukrainiens, allemands et tchèques.
En 1890, elle a commencé à écrire des histoires en ukrainien et à traduire de la littérature en ukrainien.
Ievhenia Iarochynska a étudié pour devenir enseignante et a obtenu son certificat en 1896.
Elle s'est également impliquée dans le mouvement des femmes en Ukraine.
En 1898, elle a participé au Congrès des écrivains ukrainiens à l'occasion du 100e anniversaire de l'Énéïda de Ivan Kotliarevsky.
Ievhenia Iarochynska a contribué à l'almanach Nasha dolya (Notre destin), qui a été édité par Natalia Kobrynska.
Elle a suivi un cours de tissage puis a enseigné aux paysannes ce métier pour leur permettre de générer plus de revenus pour leurs ménages. Elle a également formé des clubs de lecture où elle lisait des journaux aux paysans pour les tenir au courant de l'actualité.
Écrivaine méconnue, ce n'est qu'en 1958, puis en 1968 et 1972, que ses œuvres sélectionnées seront publiées à Kiev. La critique littéraire ukrainienne Lydia Kovalets a republié les œuvres de Ievhenia Iarochynska sous forme de recueil dans le livre intitulé "Le trésor le plus cher".